# Campeonato Carioca de Futebol de 1916
O Campeonato Carioca de Futebol de 1916 foi o 12º campeonato de futebol do Rio de Janeiro. A competição foi organizada pela Liga Metropolitana de Sports Athleticos (LMSA). O America somou mais pontos e sagrou-se campeão. Botafogo e Bangu terminaram empatados na segunda posição e disputaram uma partida extra para determinar o vencedor da Taça Gargeol. A partida foi vencida pelo Botafogo por 2 a 1.

## Primeira divisão

### Clubes participantes
Esses foram os clubes participantes:
- America Football Club, do bairro da Tijuca, Rio de Janeiro
- Andarahy Athletico Club, do bairro de Vila Isabel, Rio de Janeiro
- Bangu Athletic Club, do bairro de Bangu, Rio de Janeiro
- Botafogo Football Club, do bairro de Botafogo, Rio de Janeiro
- Club de Regatas do Flamengo, do bairro do Flamengo, Rio de Janeiro
- Fluminense Football Club, do bairro das Laranjeiras, Rio de Janeiro
- São Christóvão Athletico Club, do bairro de São Cristóvão, Rio de Janeiro

### Classificação final
| Classificação | Classificação  | Classificação | Classificação | Classificação | Classificação | Classificação | Classificação | Classificação | Classificação |
| Pos           | Time           | PG            | J             | V             | E             | D             | GP            | GS            | SG            |
| ------------- | -------------- | ------------- | ------------- | ------------- | ------------- | ------------- | ------------- | ------------- | ------------- |
| 1             | America        | 18            | 12            | 9             | 0             | 3             | 19            | 13            | +6            |
| 2             | Botafogo       | 13            | 12            | 5             | 3             | 4             | 30            | 28            | +2            |
| 3             | Bangu          | 13            | 12            | 6             | 1             | 5             | 22            | 20            | +2            |
| 4             | Flamengo       | 11            | 12            | 4             | 3             | 5             | 23            | 22            | +1            |
| 5             | Fluminense     | 11            | 12            | 4             | 3             | 5             | 24            | 25            | -1            |
| 5             | Andarahy       | 10            | 12            | 4             | 2             | 6             | 16            | 19            | -3            |
| 7             | São Christóvão | 8             | 12            | 3             | 2             | 7             | 23            | 30            | -7            |

### Partidas
Essas foram as partidas realizadas:
| 3 de maio | Fluminense             | 3 – 3 | São Christóvão           | Rua Guanabara, Rio de Janeiro |
|           | Celso · Couto · Ernâni |       | Heitor "Leão" , · Salema |                               |

### Premiação
| Campeonato Carioca de 1916  |
| Rio de Janeiro              |
| --------------------------- |
| AMÉRICA Campeão (2º título) |

### Play off
Após o término do campeonato, Botafogo e Bangu ficaram empatados no 2º lugar e disputaram um partida extra para definir o 2º colocado do campeonato e vencedor da Taça Gargeol:
| 17 de dezembro | Botafogo       | 2 – 1 | Bangu   | Estádio da Rua Paysandu, Rio de Janeiro |
|                | Osny · Vadinho |       | Antenor | Árbitro: Romeu D’Ambrósio               |

### Prova eliminatória
A prova eliminatória foi a disputa entre o último colocado da 1ª divisão (São Christóvão) e o primeiro colocado da 2ª divisão (Carioca) para determinar o clube que disputaria o campeonato do ano seguinte:
| 14 de janeiro de 1917 | São Christóvão                                  | 5 – 3 | Carioca                | Rua Campos Salles, Rio de Janeiro |
|                       | Rollo · Apollo , · Sylvio · Rubens Portocarrero |       | Agenor · Pedro · Dutra | Árbitro: Ávila B. de Mello        |